# Ospizio del Soccorso Soccorsetto
L'ospizio o Pia casa del Soccorso Soccorsetto è stata un'istituzione assistenziale della città di Vicenza, fondata nel 1590 da Gellio Ghellini nel borgo di Porta Nova e spostata in altre sedi cittadine fino alla sua estinzione nel 1972.

## Storia

### XVII e XVIII secolo

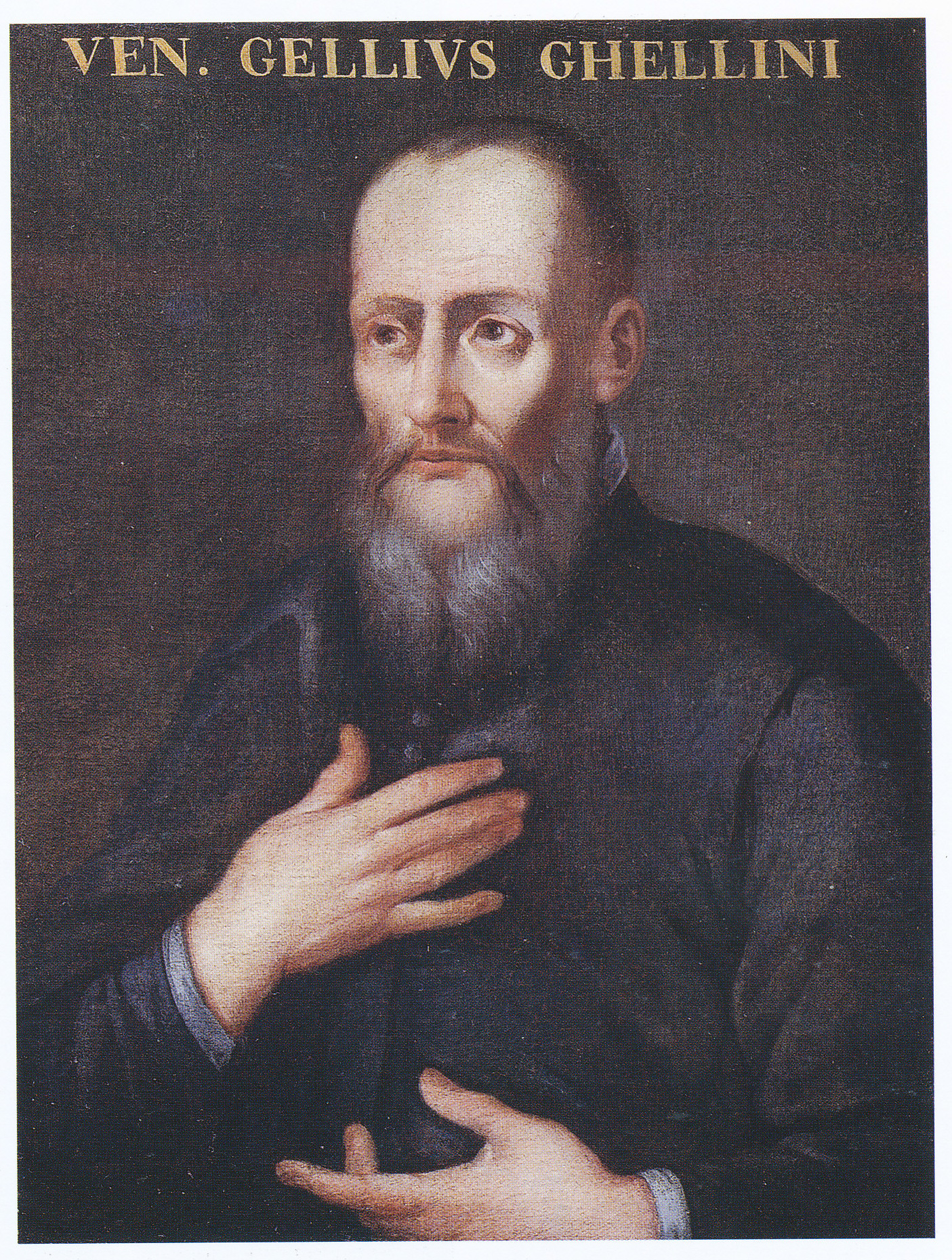
Ritratto di Gellio Ghellini (opera di pittore vicentino del primo Seicento, forse Giovanni Cozza, 1629-78)

Nel 1590, il sacerdote Gellio Ghellini fondò un'opera innovativa per il suo tempo, la "Pia Casa del Soccorso": egli acquistò e arredò a proprie spese un edificio nel Borgo di Porta Nova, perché potesse esservi accolto un certo numero di "pericolate", cioè donne in difficoltà, che avevano esercitato la prostituzione o vi erano state spinte dopo aver subito violenza, ma ora erano desiderose di riscattarsi. Oltre ad offrire alle giovani donne un ambiente idoneo a ricostruire la propria esistenza senza dover abbracciare la vita conventuale, la Casa forniva loro un aiuto per essere avviate ad un onesto lavoro o contrarre matrimonio.
Nello spazio di pochi anni, durante l'assenza di Gellio Ghellini - che dal 1600 al 1607 era stato inviato a Roma per collaborare con Giuseppe Calasanzio, il fondatore delle Scuole Pie per l'educazione dei fanciulli poveri e abbandonati - la Casa subì un rapido decadimento; egli allora tornò a Vicenza e, rifiutata la nomina a vescovo di Parenzo d'Istria, si rimise con tenacia a gestire direttamente la sua istituzione. Il Ghellini morì nel 1616 ma la sua Casa gli sopravvisse, anche se si trovò sempre in difficoltà economiche. 
Fra il 1727 ed il 1729 accanto al "Soccorso", e quasi come sezione di esso, fu aperto anche un'altra Casa - che prese il nome di "Soccorsetto" - destinata all'accoglienza delle fanciulle pericolanti, cioè di adolescenti orfane o abbandonate, in situazione quindi di grave pericolo morale e sociale.
I due ospizi, sebbene fossero vicini e si servissero per le pratiche religiose della medesima chiesa di Santa Maria Assunta, ad essi contigua, essendo nati per scopi diversi, erano tra loro separati e avevano una gestione distinta: alla Casa del Soccorso sovrintendeva una dirigente, la Madonna delle donne, a quella del Soccorsetto una Madonna delle giovani. L'amministrazione era invece comune, affidata ad una Congrega o Banca, composta da canonici, sacerdoti e laici e presieduta dal vescovo. Al Soccorso venivano ammesse anche donne non appartenenti alla città oppure dozzinanti, che dovevano pagare anticipatamente 5 ducati al mese, garantiti da un mercante di piazza. Nel Soccorsetto potevano essere accolte fanciulle di almeno dieci anni, o anche più piccole se qualche caritatevole persona si impegnava a pagare la retta fino al compimento del decimo anno di età.

### XIX e XX secolo
Nel 1811, in conseguenza dei decreti napoleonici di riorganizzazione dell'assistenza, ambedue le Case furono acquisite dall'amministrazione comunale e amministrate dalla Congregazione di Carità, che le spostò dalla sede originaria: il Soccorso fu trasferito nell'ex-convento delle Cappuccine e il Soccorsetto nell'ex-convento delle Domenicane, posti l'uno di fronte all'altro in contrà San Domenico. Gli edifici della sede originaria in Porta Nova furono adibiti a caserma di fanteria, utilizzo che continuò anche sotto il dominio austriaco; una relazione dell'ufficio tecnico comunale attesta che furono danneggiati dal bombardamento del 24 maggio 1848. Nel 1909 per costruire la caserma dei Vigili del Fuoco fu abbattuta anche la vecchia chiesa.
Col passare del tempo il Soccorsetto perse completamente la sua iniziale fisionomia e si ridusse a casa di riposo per donne anziane, che desideravano fare vita in comune. Ad un certo punto, nel 1859, cessò di funzionare; nel 1888 però fu riaperto per assolvere allo scopo originario e fu unito al Soccorso nell'ex convento delle Cappuccine. Le due sezioni vennero così a formare un unico istituto, il "Soccorso Soccorsetto".
Nel 1913 la Congregazione di Carità soppresse, di fatto, la sezione del Soccorso, collocando le ospiti di una certa età in altri istituti e continuando ad accogliere soltanto fanciulle e ragazze; nel 1918 la sede nell'ex-convento delle Cappuccine venne alienata - divenendo l'attuale istituto privato "Casa della Provvidenza" - e l'ospizio Soccorso Soccorsetto venne trasferito in un'ala dell'Orfanotrofio Femminile della Misericordia, funzionando in pratica come sezione di quell'istituto, col quale aveva in comune i servizi generali, fino alla vigilia della seconda guerra mondiale. Nel 1940 venne abolita anche ogni divisione ambientale ed il Soccorso Soccorsetto cessò di fatto di funzionare come istituzione a sé stante anche se continuò a mantenere la propria personalità giuridica e un proprio separato patrimonio.
Nel 1972, il Soccorso Soccorsetto, assieme all'ospizio delle Zitelle, venne definitivamente fuso, anche sotto l'aspetto giuridico, con l'Istituto Femminile Santa Maria della Misericordia che, nel frattempo, aveva trasferito la sua sede nei nuovi edifici appositamente costruiti in via Biron di Sopra, alle pendici meridionali del Monte Crocetta.